# Technomyrmex camerunensis
Technomyrmex camerunensis es una especie de hormiga del género Technomyrmex, subfamilia Dolichoderinae. Fue descrita científicamente por Emery en 1899.
Se distribuye por Botsuana, Camerún, República Centroafricana, Gabón, Guinea, Kenia, Namibia, Uganda y Zimbabue. Se ha encontrado a elevaciones de hasta 1800 metros. Vive en bosques húmedos.